# 산하리브 말키
산하리브 말키 사바(아랍어: سنحاريب ملكي صباح, 1984년 3월 1일 ~ )는 현역 시절 스트라이커로 활약했던 시리아의 전직 축구 선수로 시리아 대표팀의 일원으로도 활약하긴 했으나 정작 시리아 리그에서는 단 한번도 뛴 적은 없는데다가 현역 시절의 대부분을 유럽에서 보냈으며 벨기에와 튀르키예 국적도 보유하고 있다.

## 축구인 경력

### 클럽 경력
말키는 15세의 나이에 벨기에 6부 리그 격인 지역 리그의 SCUP 예트 1군에서 활약하기 시작하며 선수 생활을 시작하였다. 2002년 2부 리그인 위니옹 생질루아즈에 입단하였으며 2005-06 시즌 겨울 이적 시장에 루셀라레로 이적하여 첫 시즌 11경기에 출전하여 1골을 기록하였다.
2006-07 시즌 종료 후 1부 리그의 베이르스홋으로 이적하였으며 첫 시즌인 2007-08 시즌 16골을 기록하며 밀란 요바노비치등과 함께 득점 랭킹 공동 1위를 차지하였다.
2011년 로케런과 판트라키코스를 거쳐 에레디비시의 로다 JC에 입단하였다. 첫 시즌인 2011-12 시즌 리그에서 25골을 성공시키며 루크 더 용과 함께 리그 득점 랭킹 공동 2위를 기록함과 동시에 구단 역사상 한 시즌 최다 골 신기록을 세웠다. 2012-13 시즌엔 17골을 기록하여 득점 랭킹 6위로 시즌을 마쳤다. 2013년 6월 수원 삼성 블루윙즈로의 이적설이 제기되었지만 이적은 성사되지 않았다.

### 국가대표 경력
2008년 5월 베이징 올림픽 벨기에 국가대표팀 예비 명단에 포함되었지만 단 한 경기도 출전하지 않았다. 같은 해 시리아 국가대표팀에 선발되어 A매치 데뷔전을 치렀고 2011년 아시안컵에 출전하였다.

## 그 외
그는 시리아에서 태어났지만 기독교인이다.